# Ото II фон Абенберг
Ото II фон Абенберг (на немски: Otto II von Abenberg; † сл. 1108) от род Абенберги, е граф на Абенберг.

## Произход
Той е син на граф Волфрам I фон Абенберг († сл. 1059) и съпругата му фон Регенсбург, дъщеря на бургграф Рупрехт фон Регенсбург († ок. 1035) и дъщерята на маркграф Хайнрих фон Швайнфурт († 1017) и Герберга фон Глайберг († сл. 1036), правнучка на Шарл III, крал на Западнофранкското кралство. Майка му е сестра на Ото († 1089), епископ на Регенсбург (1061 – 1089). Внук е на Ото I, граф в Източен Рангау († сл. 1035). Брат е на граф Волфрам II фон Абенберг († сл. 1116) и Конрад I фон Абенберг († 1147), архиепископ на Залцбург (1106 – 1147).

## Фамилия
Ото II фон Абенберг има един син:
- Рапото I фон Абенберг († сл. 22 май 1145), граф на Абенберг, в Раденцгау и Френсдорф, който е баща на:
  - Рапото фон Абенберг II († 1172), женен 1143 г. за Матилда фон Ветин († 1152)
  - Регинхард фон Абенберг († 1186), епископ на Вюрцбург (1171 – 1186)